# Batalha de Mbau
A Batalha de Mbau foi uma batalha das forças armadas conjuntas moçambicanas e ruandesas contra o Estado Islâmico na África Central e Al-Shabab em seu quartel-general de Mbau, uma cidade 50 quilômetros a sudoeste de Mocímboa da Praia. O ataque ao local fez parte das ofensivas em Cabo Delgado de 2021. Mbau era conhecido como o quartel-general do Al-Shabaab e a contra-ofensiva moçambicana na cidade resultou na perda de Mbau, Siri 1 e Siri 2.

## Antecedentes
Al-Shabab com a ajuda do Estado Islâmico assumiu o controle de Mbau durante sua ofensiva em Cabo Delgado em agosto de 2020 e cometeu inúmeras atrocidades contra civis na área. Os combates ocorreram em torno da cidade, mas as forças moçambicanas e ruandesas foram repelidas da região.

## Batalha

### Ofensiva na cidade
Moçambique, bem como as forças ruandesas anunciaram uma contraofensiva durante a insurgência para retomar Mbau em 12 de agosto de 2021. Foi informado que mais de trinta viaturas militares e quatro helicópteros chegaram a Macomia para a ofensiva.

### Combates
Incêndios ocorreram na floresta de Mbau depois que o Estado Islâmico a deixou durante sua retirada para Mbau em 17 de agosto. Em 19 de agosto, as tropas ruandesas e moçambicanas entraram na cidade, juntamente com outras cidades próximas da área. Em 21 de agosto, forças ruandesas e moçambicanas assumiram o controle da maior parte da localidade, com tropas do Estado Islâmico nos arredores. Foi relatado que os combatentes do Estado Islâmico cortaram árvores para retardar as forças aliadas. A 22 de agosto, as forças moçambicanas e ruandesas confirmaram a libertação da cidade.

## Crimes de guerra
A Human Rights Watch informou que o Al-Shabab usou crianças-soldado depois que um deles escapou do Centro de Treinamento do Al-Shabab de Mbau, onde foi mantido em cativeiro e mais tarde transformado em uma criança-soldado. Numerosos civis também foram mortos em Mbau durante os combates.

## Consequências
Logo após a reconquista da cidade, o presidente de Uganda, Yoweri Museveni, disse que gostaria de se juntar às forças moçambicanas e ruandesas em sua contraofensiva. As forças moçambicanas também apreenderam um barco que escapava de Mbau após a tomada. Também foi relatado que o líder de um grupo dissidente da Renamo foi capturado depois de massacrar 51 homens em Limala, perto de Mbau.